# Zeche Fortuna (Essen)
Die Zeche Fortuna in Essen-Bredeney ist ein ehemaliges Steinkohlenbergwerk. Das Bergwerk war mit Unterbrechungen etwa 120 Jahre in Betrieb.

## Bergwerksgeschichte Fortuna
Im Jahr 1758 erfolgte die Verleihung durch den Abt Anselmus von Werden. Vermutlich wurde im Anschluss an die Verleihung sofort mit dem Betrieb begonnen. Im Jahr 1822 konsolidierte die Zeche Fortuna mit der Zechen Flasruthe und Stocksiepen. Im Anschluss daran wurde in den Flözen Finefrau Nebenbank und Samsbank Abbau betrieben. Das Stollenmundloch der konsolidierten Zeche befand sich am Voßbusch. Am 4. Juli 1825 erfolgte die offizielle Inbetriebnahme, es wurde ein alter Stollenschacht aufgezogen. Im Jahr 1826 wurde nur geringer Abbau betrieben. Im Jahr 1830 wurde das Grubengebäude ausgerichtet und geringer Abbau betrieben. Im Jahr 1834 erfolgte der Abbau am Schacht Stocksiepen. Im Jahr 1837 wurde das Bergwerk in Fristen gestellt. Ab dem Jahr 1839 wurde das Bergwerk weiter in Fristen gelegt. Im Jahr 1856 wurde im Grubenfeld des Bergwerks, östlich der Chaussee von Bochum nach Hattingen, ein seigerer Schacht angesetzt. Der Schacht wurde bis auf eine Teufe von zehn Lachtern geteuft. Durch diese Maßnahme wurde eine Abbauhöhe von 30 Lachtern erreicht. In dieser Teufe wurde ein 80 Zoll mächtiges Flöz aufgeschlossen. Der Schacht wurde mit einem Haspel ausgestattet, um die abgebauten Kohlen zu fördern. Die geförderten Kohlen sollten mittels Landabsatz verkauft werden. Im Jahr 1876 wurde das Bergwerk wieder in Betrieb genommen, jedoch vermutlich nur kurzfristig. Das Bergwerk wurde 1880 stillgelegt. Im Jahr 1885 wurde die Berechtsame durch die Zeche Langenbrahm erworben. Der Aufschluss des Restfeldes erfolgte jedoch erst im Jahr 1898, nachdem das dazwischenliegende Grubenfeld der Zeche Bredeneyer Crone durch die Zeche Langebrahm erworben worden war.

### Förderung und Belegschaft
Die ersten bekannten Belegschaftszahlen des Bergwerks stammen aus dem Jahr 1830, damals waren sieben Bergleute auf dem Bergwerk beschäftigt. Die ersten bekannten Förderzahlen des Bergwerks stammen aus dem Jahr 1834, mit zehn Bergleuten wurden 26.376 Scheffel Steinkohle gefördert. Im Jahr 1836 wurden 4643¾ preußische Tonnen Steinkohle gefördert. Die letzten Förderzahlen des Bergwerks stammen aus dem Jahr 1838, in diesem wurden 205 preußische Tonnen Steinkohle gefördert.

## Bergwerksgeschichte Flasruthe
Die Zeche Flasruthe befand sich ebenfalls in Essen-Bredeney. Am 30. November 1779 erfolgte die Verleihung für das Abbaurecht durch den Abt Anselmus von Werden, im Anschluss daran wurde Abbau betrieben. Im Jahr 1802 war der Betrieb eingestellt und am 8. Oktober desselben Jahres wurde die Zeche Flasruthe mit der Zeche Stocksiepen vereinigt. Am 17. Januar 1822 und am 29. Juli desselben Jahres konsolidierte die Zeche Flasruthe mit der Zeche Fortuna.

## Bergwerksgeschichte Stocksiepen
Über die Zeche Stocksiepen in Essen-Bredeney ist nur sehr wenig bekannt. Das Bergwerk wurde im Jahr 1802 begonnen, ob es in Betrieb war, ist unbekannt. Am 8. Oktober 1802 erfolgte die Vereinigung mit der Zeche Flasruthe.